# Benedykt IV
Benedykt IV (łac. Benedictus IV, ur. w Rzymie, zm. w sierpniu 903) – papież od stycznia 900 do lipca 903.

## Życiorys
Syn Mammolusa, Rzymianin. Wyświęcony na kapłana przez Formozusa, zwołał synod na Lateranie, który uprawomocnił jego święcenia i potwierdził ważność konsekracji na papieża. Koronował w 901 roku Ludwika III z Prowansji, wnuka Ludwika II na cesarza, który jednak w rok później został pokonany przez Berengara I. Kiedy 17 czerwca 900 arcybiskup Reims Fulko Czcigodny, został zamordowany, papież ekskomunikował winnych.
Kronikarz Flodoard z Reims przekazał, że w polityce Benedykt IV był ostrożny i rozważny. Sławił jego miłosierdzie wobec sierot, wdów i ubogich. Papież zmarł w Rzymie, być może wskutek morderstwa, lecz brak na to dowodów, a pochowano go w bazylice św. Piotra.